# Уједињена демократска Србија
Уједињена демократска Србија била је политичка коалиција у Србији која је учествовала на парламентарним изборима 2020. године. Коалицију је предводио Марко Ђуришић, председник Србије 21.

## Историјат
Политичке странке и покрети који су били део ове коалиције били су: Србија 21 (С21), Странка модерне Србије (СМС), Грађански демократски форум (ГДФ), Лига социјалдемократа Војводине (ЛСВ), Војвођанска партија (ВП), Црногорска партија (ЦП), Демократски савез Хрвата у Војводини (ДСХВ), Заједно за Војводину (ЗзВ) и Савез Румуна Србије (СРС).
Коалиција је формирана са циљем да убрза приступање Србије Европској унији, евроатлантске интеграције, да успостави добре односе са западним силама и реши косовско питање.
Коалиција је изашла на Парламентарне изборе у Србији 2020. које је опозиција бојкотовала. Освојили су само 0,95% гласова, чиме нису успели да освоје ни један мандат,. Без обзира на то, више чланова са ове листе је ушло у владу Ане Брнабић, где је Гордана Чомић постала министрка за људска и мањинска права.
2024. године један од носилаца листе УДС Татјана Мацура ушла је у владу Милоша Вучевића као министар без портфеља.

## Чланице
| Name | Name                                 | Ideology                   | Political position |
| ---- | ------------------------------------ | -------------------------- | ------------------ |
|      | Србија 21                            | социјални либерализам      | леви центар        |
|      | Странка модерне Србије               | либерализам                | центар             |
|      | Лига социјалдемократа Војводине      | социјалдемократија         | леви центар        |
|      | Грађански демократски форум          | либерализам                | центар             |
|      | Војвођанска партија                  | регионализам               | леви центар        |
|      | Црногорска партија                   | интереси црногорске мањине | центар             |
|      | Демократски савез Хрвата у Војводини | интереси хрватске мањине   | леви центар        |

## Изборни резултати
| Година | Гласови | % од важећих | # посланика | Промена мандата | Влада                 |
| ------ | ------- | ------------ | ----------- | --------------- | --------------------- |
| 2020   | 30,591  | 0.95%        | 0 / 250     | 11              | без освојених мандата |